# Lagarto-cintilante-de-olhos-de-serpente
Lagarto-cintilante-de-olhos-de-serpente é uma espécie de lagarto, descoberta em janeiro de 2008, em Borradaile, Arnhem Land na Austrália.